# 薩爾萬·莫米卡遇刺案
中歐時間2025年1月29日，伊拉克亞述人、旅居瑞典的無神論者薩爾萬·莫米卡，在南泰利耶遭槍擊身亡。他因焚燒《古蘭經》而引發國際外交爭議。槍擊事件發生於TikTok直播期間，警方隨後迅速介入。事發時，距離法院對他反伊斯蘭示威活動的裁決僅剩數小時，而該示威活動曾在國際間引發外交風波。

## 背景
莫米卡來自伊拉克北部尼尼微省卡拉科什鎮哈姆達尼亞區。他是亞述人，成長於敘利亞禮天主教家庭。
2017年，他持申根簽證逃往德國，並在當地公開宣佈自己為無神論者，脫離基督教。2018年4月，他向瑞典申請難民庇護，獲得難民身分，並在2021年4月獲頒3年期的臨時居留許可，原定於2024年4月到期。
2023年，莫米卡發起一系列反伊斯蘭示威活動。他在網路上發佈數十支影片，影片標註阿拉伯語人口較多的國家名稱，並在警方保護及法律許可下褻瀆並焚燒《古蘭經》。示威期間，他多次遭受襲擊。瑞典政府因此將國家恐怖主義警戒提升至第二高級別，警告焚燒《古蘭經》可能導致瑞典公民在國內外面臨潛在威脅。
同年，瑞典移民局決定將他驅逐出境，但由於他在伊拉克面臨人身威脅，當局未能執行驅逐令，因此他獲得新的臨時居留許可，期限至2024年4月。
2025年1月，莫米卡因2023年夏季的4宗事件，面臨「煽動針對特定族群」的指控，法院原定於1月30日宣判。在等待判決期間，他被安置在秘密地址。2025年1月1日，他在TikTok上發佈影片，提到一名黎巴嫩靈媒曾預言他將於2024年死亡，並挑釁地回應：「我會繼續對抗伊斯蘭。」

## 过程
當地時間2025年1月29日約23時11分（格林威治標準時間22時11分），瑞典警方接獲通報，指稱南泰利耶市霍夫舍區一處公寓發生槍擊事件。根據目擊者說法，在聽見尖叫聲後，有多聲槍響隨之而來。
警方發現莫米卡頭部多處中彈，隨後將其送往醫院，當局於次日早晨確認其死亡。
這起槍擊事件及警方的後續應對過程，皆透過莫米卡的TikTok直播實況轉播，當時有超過2000人正在觀看。根據觀看直播的目擊者描述，莫米卡在槍響前告知觀眾自己要到陽台抽菸，隨後便傳出一聲槍響，接著又響起4聲槍聲。
直播畫面及警方監控錄影顯示，警員進入公寓時曾提及使用去顫器，並發現莫米卡用來直播的手機，隨後直播畫面遭到警方終止。

## 調查
與案件相關的5名嫌疑人均為南泰利耶居民，年齡介於20多歲至60多歲之間。其中4人無前科，第5人曾於2020年因輕微毒品罪名被判有罪。
警方在槍擊案發生後兩小時內逮捕了4名嫌疑人，當時他們位於案發地點附近的一間公寓內。第5名嫌疑人則於凌晨5時左右落網，警方在檢視監控畫面後，發現該名嫌疑人在槍擊案發生後不久駕車離開現場，並在其車輛內找到一把武器。據報導，至少有2名嫌疑人透過律師否認涉案。
1月31日，所有5名嫌疑人獲釋，檢方表示對其涉案的懷疑已減弱。
由於莫米卡身亡，斯德哥爾摩地方法院已撤銷對其所有指控，而《古蘭經》焚燒案的判決，目前僅涉及薩爾萬・納傑姆，已延期至2月3日。

## 反應
瑞典首相烏爾夫·克里斯特松表示，安全部門正調查此案是否涉及外國勢力。瑞典副首相埃巴·布希則將這宗謀殺案形容為「對自由民主的威脅」，並呼籲社會做出強烈回應。瑞典檢察官拉斯穆斯・奧曼已證實，檢方正式展開謀殺調查。
瑞典安全局則因案件可能涉及國際勢力，甚至可能具備國家恐怖主義動機，已介入調查。
薩爾萬·納傑姆，與莫米卡一同焚燒《古蘭經》並被共同起訴，其在莫米卡遭槍殺當日早晨發佈TikTok影片，表示自己對這宗暗殺感到震驚與恐懼。他聲稱，在莫米卡遇害後，他收到來自「1200名穆斯林的死亡威脅」，並被警告將成為下一個目標。他還透露，儘管兩人長期受到暴力威脅，警方仍撤銷對他們的保護。
荷蘭自由黨領袖海爾特·維爾德斯譴責莫米卡的遇害是「可恥的血腥事件」，並附上莫米卡焚燒《古蘭經》的照片，強調任何人都不應該因這樣的行為而被殺害。
斯德哥爾摩大學民法教授莫爾滕·舒爾茨則表示，如果宗教批評是這起謀殺案的動機，這將是瑞典法治的重大失敗。他指出，莫米卡面臨極大的安全風險，理應獲得警方保護，並強調如果言論自由無法受到保障，那麼它將形同虛設。